# Las Vegas Plaza
Las Vegas Plaza – robocza nazwa superluksusowego, wielofunkcyjnego kompleksu, złożonego z hotelu, prywatnych apartamentów, kasyna, a także przestrzeni handlowej. Projekt, o wartości szacowanej na 5–8 miliardów dolarów, realizowany będzie przy bulwarze Las Vegas Strip przez korporację ElAd Properties. Według pierwotnych planów, prace konstrukcyjne miały rozpocząć się na początku 2008 roku i zostać skompletowane w 2011 roku. Projekt został jednak wstrzymany, a jego wznowienie planowane jest na rok 2012.
Plaza ma powstać na 14–hektarowym terenie zajmowanym w przeszłości przez New Frontier Hotel and Casino, który zakończył działalność 15 lipca 2007 roku. Jego zamknięcie poprzedziła zmiana właścicieli – 15 maja tego samego roku korporacja ElAd Properties wykupiła New Frontier od Phila Ruffina za 1,2 miliard dolarów. Transakcja ta ustanowiła nowy rekord dla kosztu ziemi przy the Strip, jako że cena jednego akra wyniosła wtedy ponad 33 miliony dolarów.
Nazwa Plaza pochodzi od flagowego obiektu ElAd Properties – Plaza Hotel w Nowym Jorku. Nowojorski hotel stanowić ma również bazę architektoniczną dla kompleksu w Las Vegas.

## Historia
16 grudnia 2007 roku ElAd Properties zaprezentowała projekt budowy Plaza przed komisją planowania hrabstwa Clark. Zawierał on:
- Siedem wież z 6.700 apartamentami (4.100 apartamentów hotelowych i 2.600 prywatnymi apartamentami mieszkalnymi),
- kasyno o powierzchni 16.340 m² (największe kasyno przy the Strip i 2. pod względem wielkości kasyno w Las Vegas Valley),
- 12.500 m² powierzchni restauracyjnej,
- 32.320 m² powierzchni handlowej,
- 50.131 m² powierzchni konferencyjnej,
- centrum odnowy biologicznej o powierzchni 4.600 m²,
- teatr z 1.500 miejsc,
- 21.100 m² przestrzeni otwartej na dachu platform ze strefami basenowymi,
- 308.200 m² powierzchni parkingowej.

W sumie, Las Vegas Plaza będzie mieć powierzchnię 1.401.056 m².

## Pozew sądowy
W sierpniu 2007 roku korporacja ElAd Properties została pozwana przez Tamares Group, właścicieli Plaza Hotel & Casino w centrum Las Vegas, którzy uznali, że nazwa nowej inwestycji narusza obecny znak towarowy Plaza Hotel & Casino.